# Simpang Kubu Kandang
Simpang Kubu Kandang is een bestuurslaag in het regentschap Batang Hari van de provincie Jambi, Indonesië. Simpang Kubu Kandang telt 1048 inwoners (volkstelling 2010).